# Байталы
Байта́лы (укр. Байтали) — село в Подольском районе Одесской области Украины. Расположено на реке Тилигул.

## История
Основано в 1723 году.

В «Опыте статистического описания г. Ананьева» от 1854 года говорится, что
«в 17-и верстах от города Ананьева, в казённом селении с. Байталы, на Тилигуле, был основан монастырь около 1700 года. Теперь нет и следов его, здесь был в то время устроен прекрасный фонтан. В 1849 году приступили к расчистке засорившейся трубы его; но во время работ обрушившаяся гора, едва не произвела смертных случаев. С этого времени работы прекратились, однако вода чистая, легкая, студеная, до сих пор просачивается».
В 1866 году была возведена церковь «Рождества Пресвятой Богородицы» разрушена после голода 1923 г. В 1945 году церковь была восстановлена, но вскоре после восстановления церковь была разрушена советской властью. Позже верующие жители села организовали другой храм, который был закрыт советской властью и был превращен в склад. В начале XXI века рядом со остатками старого храма достраивается новый кирпичный храм «Рождества Пресвятой Богородицы».
В 2007 году на источнике, на месте бывшего монастыря построена часовня-купальня в честь святых Царственных Страстотерпцев.
Во время Голодомора 1930-х погибло минимум 9 жителей села
12 сентября 1967 года к селу Байталы присоединено село Онуфриевка
В 1975 году сооружен и открыт памятник погибшим в Великой Отечественной войне, авторы — Г. Белалы и А. Власов.
В 1980 году 1753 га возле села получают статус заповедного урочища. В этот же период открывается музей села.

## Население
Согласно переписи 1989 года население села составляло 1135 человек, из которых 471 мужчина и 664 женщины. Перепись 2001 года показала что население уменьшилось и составило 909 человек.

### Язык
Согласно переписи населения 2001 года распределение населения села по языку выглядит следующим образом:
| Язык        | Процент |
| ----------- | ------- |
| украинский  | 92,8 %  |
| русский     | 3,6 %   |
| молдавский  | 2,94 %  |
| белорусский | 0,44 %  |
| болгарский  | 0,11 %  |

## Достопримечательности
- Источник, считающийся в народе целебным и привлекающий паломнические группы.
- Памятник погибшим в Великой Отечественной войне
- Музей
- Заповедное урочище «Байталы»[8]
- Храм Великомученика Георгия